# Maryam Tousi
Maryam Tousi (persisch مریم طوسی; * 5. Dezember 1988) ist eine iranische Leichtathletin, die sich auf den Sprint spezialisiert hat.

## Sportliche Laufbahn
Erste Erfahrungen bei internationalen Meisterschaften sammelte Maryam Tousi im Jahr 2006, als sie bei den Asienspielen in Doha im 200-Meter-Lauf mit 25,23 s in der ersten Runde ausschied, wie auch über 400 Meter mit 57,83 s. Im Jahr darauf belegte sie bei den Asienmeisterschaften in Amman in 25,06 s den siebten Platz über 200 Meter und erreichte im 400-Meter-Lauf in 60,11 s Rang acht. Anschließend nahm sie an den Hallenasienspielen in Macau teil und wurde dort in 55,13 s Fünfte über 400 Meter und klassierte sich auch mit der iranischen 4-mal-400-Meter-Staffel nach 3:58,11 min auf diesem Platz. Zwei Jahre später schied sie bei den Asienmeisterschaften in Guangzhou über 400 Meter mit 57,01 s im Vorlauf aus und verzichtete dann auf einen Start über 200 Meter. 2010 belegte sie bei den Hallenasienmeisterschaften in Teheran in 7,71 s den fünften Platz im 60-Meter-Lauf und erreichte auch über 400 Meter in 56,39 s diesen Rang. Ende November nahm sie erneut an den Asienspielen in Guangzhou teil und wurde dort in 24,56 s Achte über 200 Meter, während sie über 100 Meter mit 11,92 s im Halbfinale ausschied.
2011 belegte sie bei den Asienmeisterschaften in Kōbe in 11,81 s den sechsten Platz im 100-Meter-Lauf und erreichte über 200 Meter in 24,29 s Rang fünf. Anschließend gelangte sie bei der Sommer-Universiade in Shenzhen über beiden Distanzen bis in das Halbfinale, in dem sie mit 11,98 s bzw. 24,17 s ausschied. Zudem nahm sie über 200 Meter an den Weltmeisterschaften in Daegu teil, scheiterte dort aber mit 24,17 s in der ersten Runde. Im Jahr darauf siegte sie bei den Hallenasienmeisterschaften in Hangzhou mit neuem Landesrekord von 53,85 s über 400 Meter. Im selben Jahre stellte sie in Almaty mit 23,46 s einen neuen Landesrekord über 200 Meter auf und in Bangkok verbesserte sie die Bestmarke über 400 Meter auf 52,95 s. 2013 wurde sie bei den Asienmeisterschaften in Pune über 100 Meter im Vorlauf disqualifiziert und belegte im 200-Meter-Lauf in 23,83 s den fünften Platz. Anschließend siegte sie bei den Islamic Solidarity Games in Palembang in 11,67 s über 100 Meter sowie in 23,72 s auch über 200 Meter. Im Jahr darauf verteidigte sie bei den Hallenasienmeisterschaften in Hangzhou mit 54,24 s ihren Titel über 400 Meter und gewann im 60-Meter-Lauf in 7,50 s die Bronzemedaille hinter der Chinesin Tao Yujia und Olga Safronowa aus Kasachstan. Anschließend stellte sie in Teheran mit 11,45 s einen neuen Landesrekord über 100 Meter auf und startete im Herbst ein weiteres Mal bei den Asienspielen im südkoreanischen Incheon, bei denen sie in 11,73 s den siebten Platz über 100 Meter belegte und im 200-Meter-Lauf in 23,64 s auf Rang fünf landete.
2015 klassierte sie sich bei den Asienmeisterschaften in Wuhan in 23,95 s auf dem fünften Platz über 200 Meter. Im Jahr darauf wurde sie bei den Hallenasienmeisterschaften in Doha über 400 Meter disqualifiziert, gewann aber mit der iranischen 4-mal-400-Meter-Staffel in 4:06,51 min die Silbermedaille hinter dem Team aus Bahrain.
2014 wurde Tousi iranische Hallenmeisterin im 60-Meter-Lauf.

## Persönliche Bestzeiten
- 100 Meter: 11,45 s (+1,6 m/s), 15. Mai 2014 in Teheran (iranischer Rekord)
  - 60 Meter (Halle): 7,43 s, 23. Januar 2014 in Teheran
- 200 Meter: 23,46 s (+0,6 m/s), 1. Juli 2012 in Almaty (iranischer Rekord)
  - 200 Meter (Halle): 24,70 s, 18. Februar 2017 in Istanbul (iranischer Rekord)
- 400 Meter: 52,95 s, 8. Mai 2012 in Bangkok (iranischer Rekord)
  - 400 Meter (Halle): 53,85 s, 18. Februar 2012 in Hangzhou (iranischer Rekord)